# Duracell
Duracell (Дюрасел) e търговска марка битови галванични елементи, батерии, акумулатори. На пазара е от 1930 г., започва дейност в град Бетел, САЩ; днес продукти с тази марка се произвеждат в заводи на различни места по света. Освен това настоящият собственик на марката Duracell притежава и марката Procell, която произвежда батерии за професионална употреба. Duracell заема около една четвърт от пазара на елементи за захранване, въпреки че същевременно популярността им намалява заради появата на други производители.

## Продукция
Duracell произвежда галванични клетки от основните стандартни размери, като батерии тип AAA, AA, C, D, 9V. Също така се произвежда и много по-редкия размер AAAA (използван главно за пейджъри с малки размери, химикалки с фенерчета и преносими глюкомери); освен това се произвежда широка гама миниатюрни батерии – за калкулатори, часовници, слухови апарати, CMOS дънни платки (CR2032) и други миниатюрни (главно медицински) устройства.
Duracell също произвежда специални батерии, включително NiMH акумулаторни батерии. Техните две основни марки батерии са „CopperTop (Plus)“, продавани като по-дълготрайни, и „Ultra,“ насочени основно към потребителите на цифрови устройства и устройства, които се нуждаят от повече мощност. Duracell също произвежда някои литиеви батерии и автомобилни акумулатори.
- Миниатюрна алкална манганова батерия размер 625A
- Алкална батерия размер АА (LR6)
- Алкална батерия размер D (LR20)
- Батерия 9V, съставена от 6 елемента AAAA по 1,5 V
- Никел-металохидридни акумулатори от размери AA и AAA

## История
Компанията Duracell се появява благодарение на сътрудничеството между учения Самуел Рубен (на английски: Samuel Ruben) и бизнесмена Филип Роджърс Малори (на английски: Philip Rogers Mallory), започнало през 1920-те години. „P.R. Mallory Company“ произвежда живачни батерии за военно оборудване, които изпреварват цинково-въздушните клетки в почти всички области на приложение. Към 70-те години на миналия век, когато отрицателните екологични и санитарни недостатъци от употребата на живак стават очевидни, употребата на живачни клетки на практика е прекратена; те са заменени на масовия пазар от алкални клетки.
През 1950-те години компанията „Kodak“ започва да пуска на пазара фотоапарати с вградена светкавица; технологията изисква внедряване на нови стандарти за захранващи елементи, и е разработен стандартът AAA.
През 1964 г. думата „Duracell“ е заявена като бранд. Названието е съкращение от думите durable cell („дълготрайна батерия“).
P.R. Mallory е купена от компанията Dart Industries през 1978 г., след това се слива с фирмата Kraft Foods през 1980 г. Kohlberg Kravis Roberts купува Duracell през 1988 г. и година по-късно прави компанията публична. През 1996 г. брандът е купен от компанията Gillette, която през 2005 г. е погълната от транснационалната компания Procter & Gamble. През ноември 2014 г. е обявено, че марката ще бъде прехвърлена на Berkshire Hathaway в замяна на дела на Berkshire Hathaway от 1,9% в Procter & Gamble. Трансакцията приключва през втората половина на 2015 г.
През 2016 г. Duracell е придобит от Berkshire Hathaway. Duracell продължава да се фокусира върху устойчивото развитие на индустрията, развитието на иновациите и създаването на дългосрочно качество за своите клиенти и потребители. Марката Dynacharge също е търговска марка на Duracell.